# Taste the Feeling
"Taste the Feeling" là một bài hát của DJ người Thụy Điển Avicii và ca sĩ người Úc Conrad Sewell. Bài hát được phát hành cho tải kỹ thuật số vào tháng 3 năm 2016. Đây là bài hát quảng bá của Coca-Cola cho chiến dịch mới của họ, "Taste the Feeling" và sẽ được sử dụng trong tất cả các quảng cáo trong hai chiến dịch tại UEFA Euro 2016 và tại Thế vận hội mùa hè Rio de Janeiro 2016 của hãng.

## Sáng tác
Avicii chia sẻ: "Được tham gia vào dự án này có ý nghĩa rất lớn. Khi Coca-Cola liên hệ với tôi để làm bài hát cho chiến dịch UEFA Euro 2016 của họ tôi có thể thấy được đó chắc chắn là một cách rất vui vẻ và sáng tạo để sáng tác một bài hát kết nối với những sự kiện bóng đá lớn nhất thế giới.". Sewell cũng cho biết: "Được làm việc với Avicii rất tuyệt. Anh ấy thực sự rất tài năng. Tôi đã luôn hâm mộ các tác phẩm của anh. Được dành thời gian với anh ấy tại phòng thu ở Thụy Điển thật tuyệt, vì điều đó đã cho chúng tôi cơ hội để thực sự hòa hợp và hiểu nhau nhiều hơn. Chúng tôi đã có dịp nghiên cứu và sáng tác một bài hát có sự cân bằng giữa cả hai đặc trưng âm nhạc của hai người, và tôi cảm thấy như chúng tôi đã tạo ra thứ gì đó mà cả hai đều tự hào và có thể trở thành một bản nhạc hay, có khi còn là một bản hit cũng nên!"

## Đánh giá chuyên môn
Robbie Daw của Idolator viết: "'Taste The Feeling' là tiếng ngâm nga của ca sĩ người Úc Sewell khi đứng trên bãi biển nhưng vấn muốn 'lấy thêm một chai Coke nữa' và lặn một hơi. Nó vẫn đơn giản là cùng loại bài hát pop vui vẻ mà Chris Brown đã từng sáng tác thành công vào năm 2008 cho Wrigley's, với bài hát đỉnh cao 'Forever' cho Doublemint, ngoại trừ việc bài hát này chưa hẳn có cái dư âm mà 'Forever' đã từng tạo ra."
John Cameron của We Got This Covered thì viết: "Ngay khi bạn tưởng rằng Avicii không thể Avicii hơn được nữa, DJ/nhà sản xuất siêu sao Thụy Điẻn này đã dẹp bỏ mọi bề ngoài đường phố mà anh có thể vẫn đang có. Trong một phần của một chiến dịch quảng cáo với Coca Cola, anh hợp tác với ca sĩ Conrad Sewell để tạo ra 'Taste The Feeling,' chắc chắn là bản nhạc phổ thông tới phát chán nhất mà hai người từng làm ra."

## Danh sách bài hát
| Tải kỹ thuật số | Tải kỹ thuật số     | Tải kỹ thuật số |
| STT             | Nhan đề             | Thời lượng      |
| --------------- | ------------------- | --------------- |
| 1.              | "Taste the Feeling" | 3:11            |

## Ghi danh
- Sản xuấts – Avicii
- Viết lời – Conrad Sewell
- Hãng đĩa – Avicii Music / Universal Music / 300

## Xếp hạng
| Bảng xếp hạng (2016)                            | Vị trí cao nhất |
| ----------------------------------------------- | --------------- |
| Áo (Ö3 Austria Top 40)                          | 17              |
| Pháp (SNEP)                                     | 136             |
| Trường songid là BẮT BUỘC CHO BẢNG XẾP HẠNG ĐỨC | 53              |
| Latvia (Latvijas Top 40)                        | 40              |
| Thụy Điển (Sverigetopplistan)                   | 60              |

## Chứng nhận
| Quốc gia | Chứng nhận | Số đơn vị/doanh số chứng nhận |
| --- | ---------- | ----------------------------- |
| Brasil (Pro-Música Brasil) | Bạch kim   | 40,000‡                       |
| * Chứng nhận dựa theo doanh số tiêu thụ. ^ Chứng nhận dựa theo doanh số nhập hàng. ‡ Chứng nhận dựa theo doanh số tiêu thụ và phát trực tuyến. |            |                               |

## Các phiên bản khác
Vào ngày 18 tháng 5 năm 2016, Luan Santana cho phát hành một phiên bản của bài hát. Video âm nhạc được quay tại São Paulo, đạo diễn bởi Pedro Sokol và Fabiano Pierri, được sản xuất bởi Dudu Borges và cũng được chỉnh sửa bởi chính Luan Santana, người đã thêm một số yếu tố vào bài hát.
Vào ngày 29 tháng 7 năm 2016, nhóm nhạc NCT 127 cho phát hành phiên bản tiếng Hàn của bài hát dành cho dự án Station với sự hợp tác cùng Coca-Cola.
Vào ngày 14 tháng 9 năm 2016, một phiên bản mới của bài hát với ca sĩ người Tây Ban Nha Edurne đã xuất hiện trong các đoạn quảng cáo của Coca-cola tại các nước nói tiếng Tây Ban Nha.
Abraham Mateo cũng phát hành phiên bản của anh vào ngày 25 tháng 1 năm 2017 với phần lời tiếng Tây Ban Nha.
Lali phát hành một phiên bản mới của bài hát tiếng Tây Ban Nha, một phần trong một chiến dịch của Coca-Cola Spain.
Vào ngày 4 tháng 5 năm 2017, nhóm nhạc Hy Lạp Onirama cũng cho ra mắt phiên bản tiếng Hy Lạp của bài hát như một phần trong một chiến dịch của Coca-Cola quảng bá cho sản phẩm không calore mới của hãng.
Nhóm nhạc nữ K-pop Mamamoo cho phát hành một phiên bản tiếng Hàn mới của "Taste the Feeling" vào ngày 9 tháng 11 năm 2017. Phiên bản này được công bố trở thành bài hát chủ đề cho Thế vận hội Mùa đông 2018 ở Pyeongchang.
Nhằm tri ân di sản của hãng tại Belarus, Coca-Cola đã cho phát hành phiên bản tiếng Belarus của "Taste the Feeling" bởi bộ đôi indi pop người Belerus NaviBand vào ngày 25 tháng 6 năm 2017.